# Нижній Регеж
Нижній Реге́ж (рос. Нижний Регеж, марій. Ӱлыл Регеж) — присілок у складі Куженерського району Марій Ел, Росія. Входить до складу Юледурського сільського поселення.

## Населення
Населення — 70 осіб (2010; 90 у 2002).
Національний склад (станом на 2002 рік):
- марійці — 100 %